# Symbol-Font
Symbol-Fonts, auch Dingbat-Fonts, Piktogramm-Fonts oder Pi-Fonts genannt, sind Fonts, die anstelle von Zeichen einer Schriftart eine Reihe grafischer Symbole wie Piktogramme, mathematische Zeichen oder Ornamente enthalten. In Zusammenhängen, in denen der umfangreiche Symbol-Zeichensatz eines Schriftarten-Fonts relevant ist, wird dieser auch Symbol-Font oder aber Symbol-Schriftart genannt.

## Entstehung
Symbol-Fonts entstanden in der frühen Zeit des Desktop-Publishings. Bis zur Einführung des Unicode-Standards umfassten Fonts mit ASCII-Standard nur 128 Zeichen. Um Symbole über die Tastatureingabe typografisch leicht verfügbar zu machen, wurden sie in Fonts im Postscript- und TrueType-Format eingebettet. Die begrenzten Codepunkte der Fonts wurden zweckentfremdet und anstelle der entsprechenden Schriftzeichen Symbole gesetzt, die durch die jeweiligen Font-Entwickler definiert wurden. 
Wie auch die Fonts von Textschriftarten werden Symbol-Fonts meist im Betriebssystem installiert oder sind dort bereits vorinstalliert. In gängigen DTP-Programmen lassen sie sich dann über das Schriftarten-Menü auswählen. Daher werden sie oft fälschlicherweise als Symbol-Schriftarten bezeichnet.

## Symbol-Fonts heute
Viele sinnvolle Zeichen sind seit den frühen 1990er Jahren in Unicodeblocks wie Dingbats oder Ziersymbole beschrieben. Schriftgestalter und Font-Entwickler können sie daher dem Zeichensatz einer Schriftart hinzufügen. Auch Symbole ohne Unicode lassen sich in einen Font einbetten, jedoch, wie viele andere Unicode-Sonderzeichen auch, nicht über eine einfache Tastatureingabe erreichen. Betriebssysteme und Programme machen sie über Funktionen wie eine Zeichentabelle verfügbar. 
Bei modernen Fonts bezeichnet der Begriff „Symbol-Fonts“ meist jene Fonts, deren Standardzeichensatz Basis-Lateinisch nicht die entsprechenden lateinischen Standardschriftzeichen enthält. Das trifft heute meist auf Fonts mit dekorativen Elementen zu. Sie sind als einzelne Fonts, etwa Icon-Fonts, erhältlich oder als Teil einer Schriftfamilie, in der sie der Schriftart als passender Zusatz dienen, wenn beispielsweise der besondere Strich eines Script-Fonts für dazugehörige Symbole angewendet wird. Aus Gründen der Nutzerfreundlichkeit, des Marketings oder des Kommerzes werden die Symbole nicht in die Fonts der bestehenden Schriftart integriert.

## Bekannte Symbol-Fonts
- Apple Symbols (enthalten in macOS)
- Asana-Math
- Bookshelf Symbol 7
- Cambria Math
- Computer Modern
- FF Dingbats 2.0
- Lucida Math
- Marlett
- Olympukes
- Symbol (besteht aus griechischen Schriftzeichen und mathematischen Symbolen)
- Webdings
- Wingdings
  - Wingdings 2
  - Wingdings 3
- Zapf Dingbats